# 33 Batalion Celny
33 Batalion Celny – jednostka organizacyjna formacji granicznych II Rzeczypospolitej.

## Formowanie i zmiany organizacyjne
Na podstawie rozkazu Ministra Spraw Wojskowych L.7300/Mob. z dnia 9 czerwca 1921 w miejsce batalionów etapowych utworzone zostały bataliony celne. 33 batalion celny powstał w Brześciu Litewskim, a zorganizowano go na bazie II/IV i V/IV batalionu etapowego. Etat batalionu wynosił 14 oficerów i 600 szeregowych. Podlegał Ministerstwu Spraw Wewnętrznych.
Mimo że batalion był w całym tego słowa znaczeniu oddziałem wojskowym, nie wchodził on w skład pokojowego etatu armii. Uniemożliwiało to uzupełnianie z normalnego poboru rekruta. Ministerstwo Spraw Wojskowych zarówno przy ich formowaniu, jak i uzupełnianiu przydzielało mu często żołnierzy podlegających zwolnieniu, oficerów rezerwy oraz szeregowców i oficerów zakwalifikowanych przez dowództwa okręgów generalnych jako nie nadających się do dalszej służby wojskowej.
W listopadzie 1921 Ministerstwo Spraw Wewnętrznych postanowiło powołać brygady celne. 33 batalion celny znalazł się w strukturze 7 Brygady Celnej. 
Od chwili powstania do listopada 1921 sztab batalionu pozostawał w Mikaszewiczach, od grudnia 1921 stacjonował w Korotyczach, w lutym 1922 w Olszanach, w marcu w Sienkiewiczach, a już 1 kwietnia 1922 stacjonował w Prozorokach. W Prozorokach funkcjonował do rozwiązania, czyli do jesieni 1922
Wykonując postanowienia uchwały Rady Ministrów z 23 maja 1922, Minister Spraw Wewnętrznych rozkazem z 9 listopada 1922 zmienił nazwę „Baony Celne” na „Straż Graniczna”. Wprowadził jednocześnie w formacji nową organizację wewnętrzną. 33 batalion celny przemianowany został na 33 batalion Straży Granicznej.

## Służba celna
Zgodnie z rozkazem poleskiego inspektora wojskowego granicy wschodniej z 19 października 1921, 33 batalion celny obsadził odcinek granicy od Prypeci do wsi Radziwiłowicze z siedzibą dowództwa batalionu w Radziwiłowiczach.
Odcinek batalionowy podzielony był na cztery pododcinki, które obsadzały kompanie wystawiające posterunki i patrole. Posterunki wystawiano wzdłuż linii granicznej w taki sposób, by mogły się nawzajem widzieć w dzień. W tym zakresie batalion współpracował z posterunkami i patrolami Policji Państwowej. Współpraca polegała na tym, że te pierwsze wystawiały wzdłuż linii granicznej stale posterunki i patrole, natomiast policja tworzyła je w głębi strefy, poza linią graniczną. W zakresie ochrony granicy batalion podlegał staroście.
Sąsiednie bataliony
- 24 batalion celny ⇔ 29 batalion celny – IX 1921
- 40 batalion celny ⇔ 37 batalion celny – XII 1921[12]

## Kadra batalionu
Dowódcy batalionu
| stopień     | imię i nazwisko     | okres pełnienia służby | kolejne stanowisko |
| ----------- | ------------------- | ---------------------- | ------------------ |
| płk         | Tomasz Giewarłowski | 1 VIII 1921            |                    |
| płk kaw.    | Stefan Przyłucki    | 1 XII 1921             |                    |
| ppłk piech. | Bolesław Szymański  | 1 I 1922 – 1 X 1922    |                    |

Dowódcy kompanii
| Data      | Dowódca 1 kompanii celnej | Dowódca 2 kompanii celnej | Dowódca 3 kompanii celnej | Dowódca oddziału km          |
| --------- | ------------------------- | ------------------------- | ------------------------- | ---------------------------- |
| 1 I 1922  | por. Andrzej Drozd        | por. Zygmunt Dziewicki    | por. Franciszek Troll     | ppor. Aleksander Dubiniewicz |
| 1 IX 1922 | por. Andrzej Drozd        | kpt. Marian Podolski      | por. Franciszek Troll     | por. Jan Wojciechowski       |

## Struktura organizacyjna
| Ordre de Bataille 33 batalionu celnego w Mikaszewiczach na dzień 1 sierpnia 1921 | Ordre de Bataille 33 batalionu celnego w Mikaszewiczach na dzień 1 sierpnia 1921 | Ordre de Bataille 33 batalionu celnego w Mikaszewiczach na dzień 1 sierpnia 1921 | Ordre de Bataille 33 batalionu celnego w Mikaszewiczach na dzień 1 sierpnia 1921 | Ordre de Bataille 33 batalionu celnego w Mikaszewiczach na dzień 1 sierpnia 1921 |
| kompanie                                                                         | 1. Lenino                                                                        | 2. Maliszewo                                                                     | 3. Rubryń                                                                        | oddział km                                                                       |
| -------------------------------------------------------------------------------- | -------------------------------------------------------------------------------- | -------------------------------------------------------------------------------- | -------------------------------------------------------------------------------- | -------------------------------------------------------------------------------- |
| dowódcy                                                                          | kpt. Włodzimierz Krogulski                                                       | por. Paweł Komar                                                                 | por. Franciszek Troll                                                            | kpt. Michał Sopocki                                                              |
| placówki                                                                         | Jaśkowicze                                                                       | Wilcza                                                                           | Bezuny                                                                           |                                                                                  |
| placówki                                                                         | Morocz                                                                           | ujście Słuczy                                                                    | Korwa leśn.                                                                      |                                                                                  |
| placówki                                                                         | Grabówek                                                                         | nad Prypecią                                                                     | naprzeciw Młyńska                                                                |                                                                                  |
| placówki                                                                         | Grabowo                                                                          | futor Łutki                                                                      | Obzów                                                                            |                                                                                  |
| placówki                                                                         | Milewicze                                                                        | Łutki                                                                            | Korwia                                                                           |                                                                                  |
| placówki                                                                         | Zalutycze                                                                        | Łado                                                                             | Radziwiłłowicze                                                                  |                                                                                  |
| placówki                                                                         | Budy                                                                             |                                                                                  |                                                                                  |                                                                                  |
| placówki                                                                         | Marszczynowicze                                                                  |                                                                                  |                                                                                  |                                                                                  |

Dyslokacja batalionu w listopadzie 1921 :
- dowództwo batalionu – Maleszewo Duże
- 1 kompania celna – Maleszewo Małe
- 2 kompania celna – Rubryń
- 3 kompania celna – Radziłowicze